# Саосећање према себи
Саосећање према себи је саосећање са самим собом у случајевима опажене неадекватности, неуспеха или опште патње. Оно је важно, јер када имамо самилост према себи, осећамо се сигурно и спремнији смо да изађемо из зоне комфора, ризикујемо, поставимо већи циљ, јер нема страха да ако погрешимо или ствари не иду по плану, да ћемо бити груби и критични према себи.

## Дефиниције
Саосећање подразумева да нека особа призна себи да је људско биће и да јасно види  када јој је тешко и колико је тешко (уместо да таква стања игнорише). Затим да  буде отворена и пуно разумевања за то кроз шта  пролази, а онда и да предузме  активно саосећање тако што ће се себи обраћати нежнијим топлим гласом и то са реченицама које јасно указују да разуме, воли, саосећа, и подржава саму себе.
Пректично то би значило да следећи пут када нашто погреши, поклекне, или падне  или пролази  кроз нешто болно ( то може бити и нешто сасвим мало као ситуација када јој се нпр. не јавља вољена особа која је  рекла је да ће се јавити).
Према др Kristini Neff  саосећање према себи је  састављено од три главна елемента. доброте, заједничке хуманости и свесности.
Љубазност према себи
Саосећање према себи подразумева топлину према себи која настаје када особа наиђете на бол и личне недостатке, уместо да их игнорише или се повређе самокритиком.
Уобичајена хуманост
Саосећање са самим собом такође укључује признавање да су патња и лични неуспех део заједничког људског искуства, а не изолација.
Свесност
Саосећање према себи захтева уравнотежен приступ негативним емоцијама тако да осећања нису потиснута нити преувеличана. Негативне мисли и емоције се посматрају отворено, тако да се држе у свесности. Свесност је неосуђујуће, пријемчиво стање ума у којем појединци посматрају своје мисли и осећања онаквима какви јесу, без покушаја да их потисну или негирају.
Насупрот томе, свесност захтева да се неко не „превише идентификује“ са менталним или емоционалним феноменима, тако да пати од аверзивних реакција.  Ова друга врста одговора укључује уско фокусирање и размишљање о нечијим негативним емоцијама.

## Опште информације
Саосећање према себи на неки начин личи на:
- појам Карла Роџерса о „безусловном позитивном погледу“ који се примењује и према пацијентима и према себи;
- појам  „Безусловно прихватање себе“ Алберта Елиса;
- појам Мерилен Снидер о „унутрашњем емпатизатору“ који је истраживао сопствено искуство са „радозналошћу и саосећањем“;
- појам Ann Weiser Cornel о нежном, допуштајућем односу са свим деловима нечијег бића;
- концепт емпатије према Џудит Џордан, који подразумева прихватање, бриге и емпатије према себи.

Саосећање према себи разликује се од самосажаљења, стања ума или емоционалног одговора особе која верује да је жртва и којој недостаје самопоуздање и компетенција да се носи са неповољном ситуацијом.
Истраживања показују да појединци који саосећају са собом доживљавају веће психолошко здравље од оних којима недостаје саосећања. На пример, саосећање према себи позитивно је повезано са задовољством животом, мудрошћу, срећом, оптимизмом, радозналошћу, циљевима учења, друштвеном повезаношћу, личном одговорношћу и емоционалном отпорношћу. Истовремено, повезана је са нижом тенденцијом самокритике, депресије, анксиозности, премишљања, потискивања мисли, перфекционизма и поремећених ставова у исхрани.
Саосећање према соби има другачије ефекте од самопоштовања, субјективне емоционалне процене себе. Иако су психолози дуги низ година уздизали предности самопоштовања, новија истраживања открила су трошкове повезане са :
- тежњом ка високом самопоштовању,[12] укључујући нарцизам,[13]
- искривљену перцепцију себе,[14]
- условно и/или нестабилно самопоштовање,[15]
- бес и насиље према онима који прете егу.[16]

Пошто је самопоштовање често повезано са перципираном сопственом вредношћу у екстерним доменима, попут изгледа, академика и друштвеног одобравања, често је нестабилно и подложно негативним исходима.  За поређење, чини се да саосећање према себи нуди исте бенефиције за ментално здравље као и самопоштовање, али са мање његових недостатака као што су:
- нарцизам,
- бес одбране ега,
- нетачна перцепција себе,
- контингенција сопствене вредности или друштвено поређење.[18]